# Whip Hubley
Grant Shelby "Whip" Hubley Jr. (New York, 17 maggio 1957) è un attore statunitense.

## Biografia
Nasce a New York da Julia Kaul e da Grant Shelby Hubley, un imprenditore, investitore di petrolio e scrittore. Fratello dell'attrice Season Hubley, è stato cognato di Kurt Russell. Risiede a Santa Monica, in California. È sposato con Dinah Minot, una ex produttrice associata di Saturday Night Live (SNL).
Debutta nel cinema come comparsa nel film St. Elmo's Fire (1985), mentre gli viene assegnato un ruolo meno marginale in Top Gun, dove veste i panni di Rick "Hollywood" Neven. Successivamente l'attore si orienta maggiormente verso la televisione, comparendo la maggior parte delle volte come comparsa in alcuni episodi. Le serie televisive principali in cui ha recitato sono Nord e Sud II, Una famiglia come le altre e Le nuove avventure di Flipper.

## Filmografia

### Cinema
- St. Elmo's Fire, regia di Joel Schumacher (1985)
- Top Gun (Top Gun), regia di Tony Scott (1986)
- Mamma ho acchiappato un russo (Russkies), regia di Rick Rosenthal (1987)
- Una bambina da salvare (Everybody 's Baby: The Rescue of Jessica Mc Clure), regia Mel Damski (1989)
- Teste di cono (Coneheads), regia di Steve Barron (1993)
- Specie mortale (Species), regia di Roger Donaldson (1995)
- Decisione critica (Executive Decision), regia di Stuart Baird (1996)
- Cinderella Story (A Cinderella Story), regia di Mark Rosman (2004)
- Drones, regia di Rick Rosenthal (2013)

### Televisione
- Magnum, P.I. – serie TV, 1 episodio (1985)
- Nord e Sud II (North and South, Book II), regia di Kevin Connor – miniserie TV (1986)
- Una famiglia come le altre (Life Goes On) – serie TV, 3 episodi (1989-1991)
- Babylon 5 – serie TV, 1 episodio (1994)
- La signora in giallo (Murder, She Wrote) – serie TV, 2 episodi (1994-1996)
- Le nuove avventure di Flipper (Flipper) – serie TV, 26 episodi (1995-2000)
- Profiler - Intuizioni mortali (Profiler) – serie TV, 1 episodio (1997)
- More Tales of the City – miniserie TV, 6 episodi (1998)
- Il fuggitivo (The Fugitive) – serie TV, 1 episodio (2000)
- Further Tales of the City – miniserie TV, 3 episodi (2001)
- The Division – serie TV, 1 episodio (2001)
- Streghe (Charmed) – serie TV, 1 episodio (2001)
- The District – serie TV, 1 episodio (2001)
- CSI: Miami – serie TV, 1 episodio (2003)